# St. Josef (Brombach)

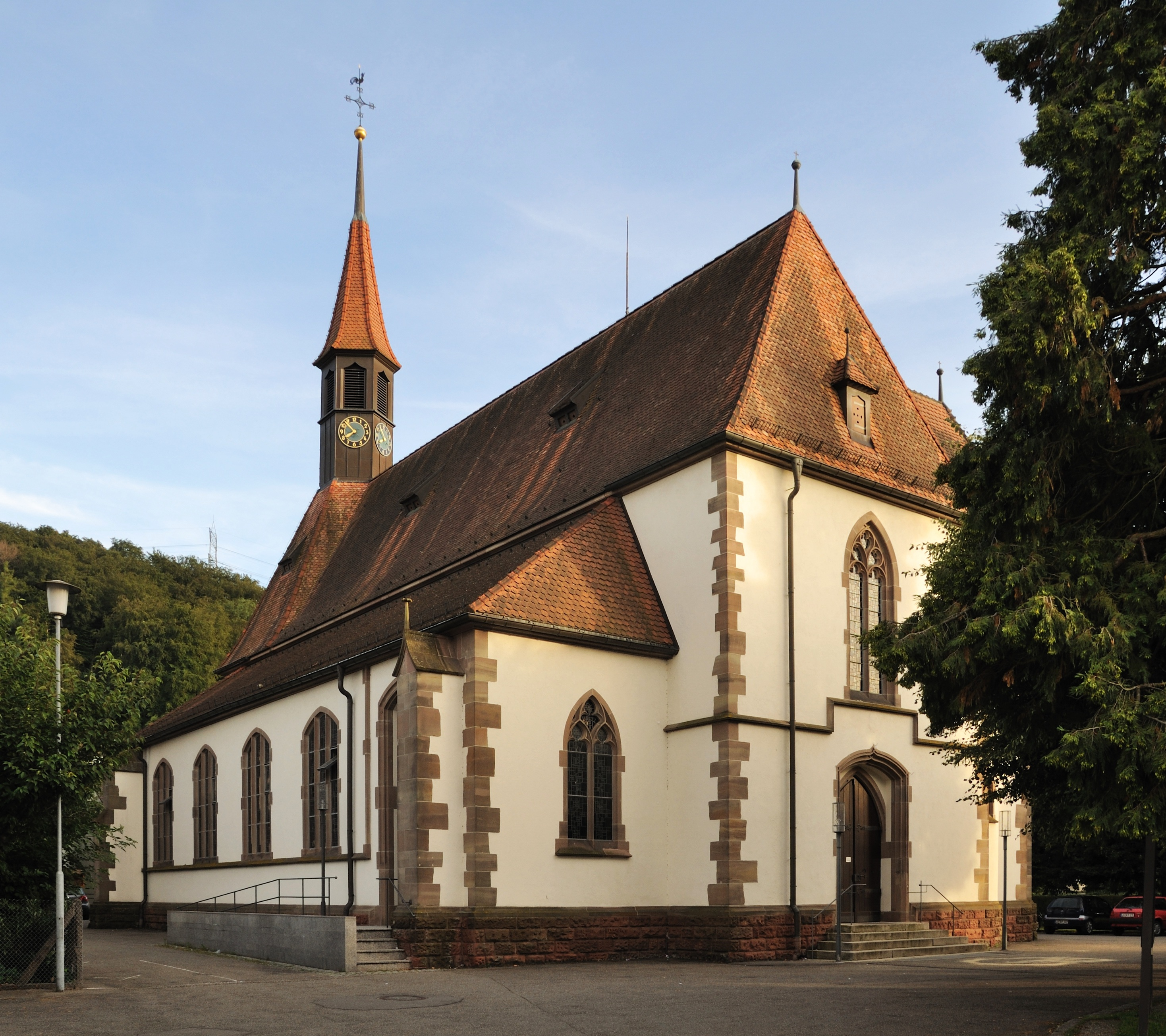
St.-Josefs-Kirche in Brombach

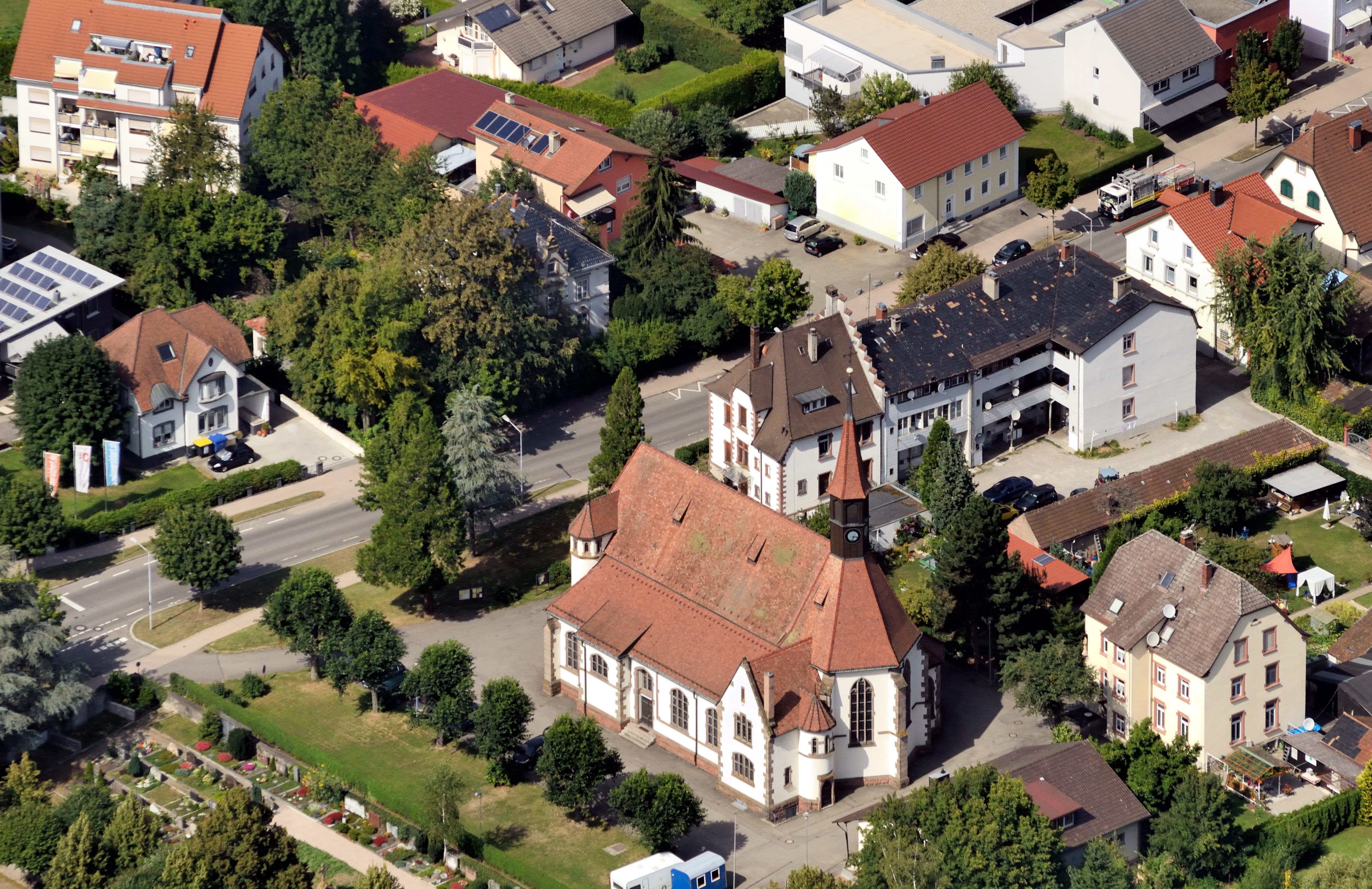
Luftbild der St.-Josefs-Kirche

Die Kirche St. Josef im Lörracher Ortsteil Brombach steht unter dem Patrozinium des heiligen Josef. Die in den Jahren 1899/1900 erbaute römisch-katholische Kirche befindet sich südlich des Dorfkerns an der Durchgangsstraße von Brombach und wird als Pfarrkirche der gleichnamigen Josefsgemeinde im Ort genutzt. Das Pfarrgebiet erstreckt sich auch auf die Ortsteile Haagen und Hauingen, die über keine eigene katholische Kirche verfügen.

## Geschichte
Die katholische Kirchengemeinde in Brombach ist verhältnismäßig jung. Erst Mitte des 19. Jahrhunderts formierte sich nach der durch die Reformation im Jahr 1556 ausgelöste Unterbrechung eine nennenswerte Anzahl an Katholiken. 1838 zählten 17 der stark protestantisch geprägten Ortschaften rund um Lörrach 628 Katholiken, davon 133 in Haagen, 24 in Hauingen und 34 in Brombach selbst. Sie alle wurden von der Pfarrei St. Fridolin in Stetten betreut. Durch die rasche Industrialisierung stieg mit der Zahl an benötigten Arbeitskräften und Einwohnern auch die Zahl der Katholiken, so dass daraus das Bedürfnis nach einer eigenen Kirche erwuchs. 1845 wurden die Gemeinden Haagen, Hauingen und Brombach der Kuratie in Steinen-Höllstein zugewiesen. Mit der Fertigstellung der Bonifaziuskirche in Lörrach wurden die drei Orte vom 26. September 1867 an von der neu gegründeten Quasipfarrei in Lörrach betreut.

Bau der Josefskirche

Die Zahl der Katholiken wuchs weiter, so dass Anfang 1896 das Stadtpfarramt in Lörrach in einem Bericht an das Erzbischöfliche Ordinariat Freiburg die Dringlichkeit für einen Bau einer eigenen Kirche in Brombach erklärte. Im selben Jahr gründete sich daraufhin ein Kirchenbau-Verein, der im 1. Oktober desselben Jahres einen Baufonds in Brombach einrichtete und einen Bauplatz von 85 Quadratmetern für 5744,44 Mark erwarb. Im Folgejahr wurden zwei weitere Parzellen für die Kirche und das Pfarrhaus erworben, deren Kosten der Bonifazius-Verein trug. Am 11. September 1898 beschloss der Stiftungsrat einen Bauplan für eine Kirche für 1200 bis 1500 Gläubige anzufertigen, so dass bereits am 3. September 1899 die Grundsteinlegung erfolgen konnte. Die neue Kirche wurde nach weniger als zwei Jahren Bauzeit am 25. November 1900 durch den damaligen Weihbischof Justus Knecht eingeweiht. Von den Gesamtkosten in Höhe von 83.900 Mark übernahm etwa 7200 Mark das Erzbischöfliche Ordinariat; der verbleibende Rest wurde aus Zuschüssen und Spenden finanziert.
Die Errichtungsurkunde der neuen Quasipfarrei datiert auf den 29. November 1900, die offizielle Anerkennung von Brombach als eigene Kuratie erfolgte am 4. August 1902. Bereits in diesem Jahr unterbreitete der Stiftungsrat dem Katholischen Oberstiftungsrat in Freiburg im Breisgau den Vorschlag, in Brombach eine eigene Pfarrei zu errichten. Viele der weiteren Ausstattungen konnten aus finanziellen Gründen erst in den nächsten Jahren angeschafft werden, so zum Beispiel der Hochaltar des Bildhauers Dettlinger im Jahr 1906. 1910 zählte der Kuratiebezirk 4447 Einwohner mit 1431 Katholiken. Die Kuratie stieg im Frühjahr 1911 zur eigenen Pfarrei auf. Im Jahr 2001 betreute die Pfarrei 3541 Mitglieder, darunter 1750 aus Brombach, 1010 aus Haagen und 781 aus Hauingen.

## Beschreibung

### Außenbau

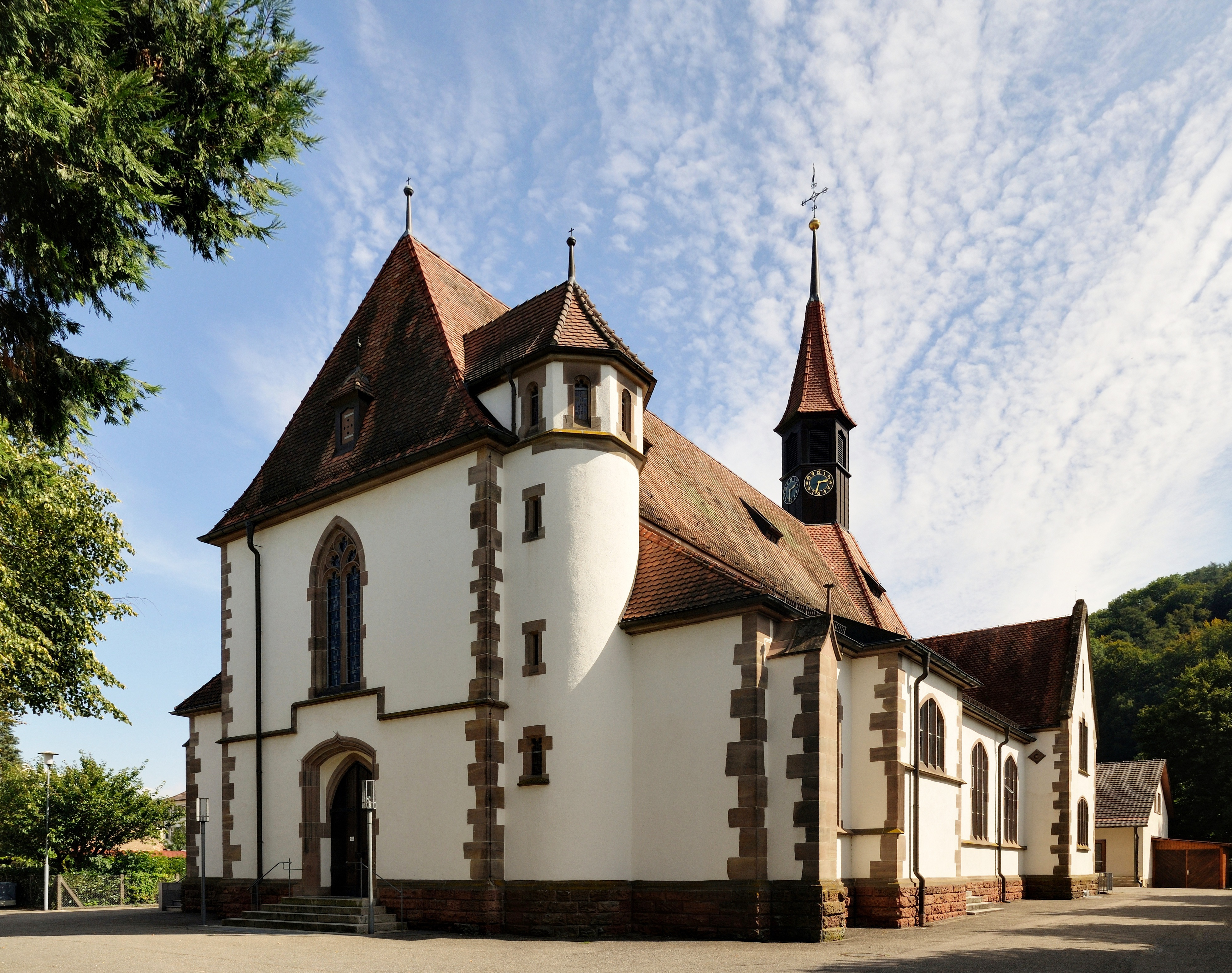
Josefskirche von Südwesten

Architekt des Pfarrhauses und der schlichten im neogotischen Stil erbauten Kirche war der Architekt Mölle aus Lörrach. Der Hauptbau wird von einem spitzwinkligen Walmdach abgeschlossen. Die Dachoberkante der beiden Seitenschiffe schließt mit der Dachunterkante des Hauptbaus ab. Im Eingangsbereich am südwestlichen Seitenschiff befindet sich ein Treppenturm. Über dem mit einem Zeltdach-Stumpf abgeschlossenen Architektur steht ein vergleichsweise kleiner Glockenturm, der wegen seiner Größe einem Dachreiter ähnelt. Der schlanke, oktogonale 33 Meter hohe Turm setzt die Dachpartie des Chors fort. Unterhalb seiner Schallfenster trägt er an zwei Seiten zur Straße gerichtet je eine Uhr, die am 7. April 1968 geweiht wurden. Der Turm schließt mit einem sehr spitz zulaufenden Zeltdach, einer Turmkugel und einem auf einem Kreuz befindlichen Wetterhahn.
Nordöstlich der Kirche befindet sich das Pfarrhaus, südwestlich der in den 1860er Jahren errichtete Brombacher Friedhof mit eigener Kapelle aus dem Jahr 1868/69. Der Eingang des Rechtecksbaus mit Satteldach wird von einem Pultdach geschützt. An der Giebelspitze ragt ein kleines Glockentürmchen hervor, das von einem Steinkreuz bekrönt wird.

### Ausstattung

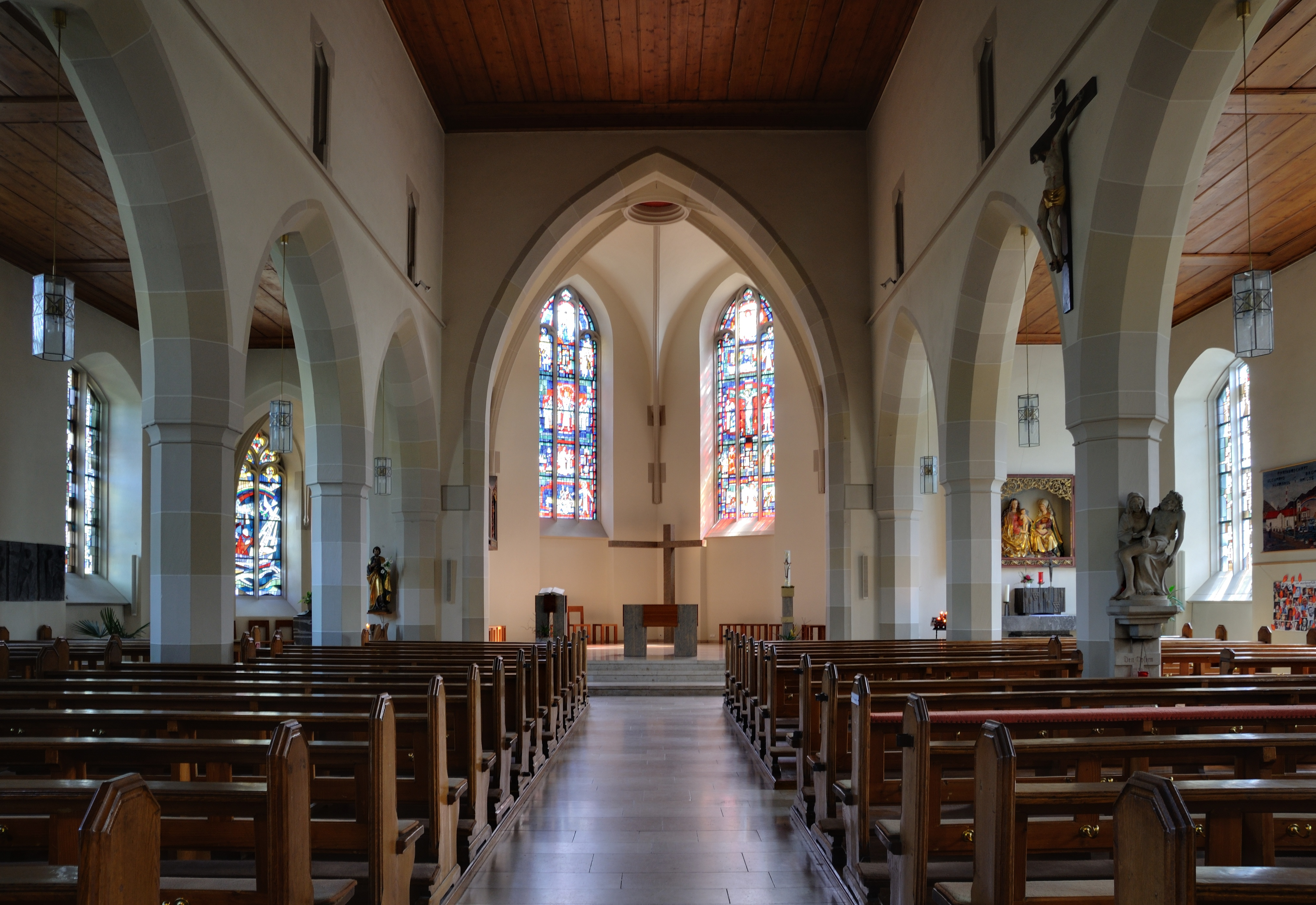
Blick ins Langhaus

St. Josef bietet 450 Sitz- und 300 Stehplätze. Der erste Hochaltar der Kirche wurde zu Ehren des Heiligen Josef von Freiburger Bildhauer Joseph Dettlinger (1865–1937) gestaltet. Der seitliche Marienaltar wurde vom Bonifazius-Verein gestiftet, ebenso wie die Orgel, die von einer Notkirche aus der Gemeinde Muggensturm im Schwarzwald stammt.
In den Jahren 1962 bis 1966 wurden vor allem im Kircheninneren umfangreiche Renovationsarbeiten gemacht und Teil der Einrichtung ersetzt. Der neue Hoch- und Seitenaltar, Taufstein, Kreuzweg, Panzertabernakel und die Kommunionbank wurden vom Haslacher Bildhauer Herbert Maier entworfen. Die Chorfenster zeigen den Einzug in Jerusalem und die Emmausszene und stammen vom Freiburger Künstler Rainer Dorwarth. Alfred Erhard aus Freiburg schuf das Hängekreuz über dem Hochaltar. In der Mitte der Kirche erinnert eine Pietà auf einer Säule an die Opfer beider Weltkriege. Die von Wilhelm Schuckart aus Haagen aus Stein gehauene Figur wurde am 7. Dezember 1947 eingeweiht.

### Orgel
Nachdem 1961 ein Auftrag an die Orgelbauer Stehle in Bittelbronn ergangen war, wurde bereits ein Jahr später, am 23. Dezember 1962 die neue Orgel eingeweiht. Sie verfügt über zwei Manuale, Pedal und 23 Register. Sie arbeitet mit mechanischer Spieltraktur und elektrischer Registerschaltung, ihr Gehäuse wurde aus Limbaholz gefertigt. Die neue Orgel kostete 48.500 Mark, die gesamten Renovierungskosten beliefen sich auf 248.200 Mark.
Die Orgel hat folgende Disposition:
| I Hauptwerk C–g3   |       |
| Gedacktpommer      | 16′   |
| Prinzipal          | 8′    |
| Rohrflöte          | 8′    |
| Oktave             | 4′    |
| Gemshorn           | 4′    |
| Kupferoktave       | 2′    |
| Sesquialter II-III |       |
| Mixtur IV-V        | 1 ⁄3′ |
| Trompete           | 8′    |
|                    |       |

| II Schwellwerk C–g3 |          |
| Holzgedeckt         | 8′       |
| Weidenpfeife        | 8′       |
| Prinzipal           | 4′       |
| Koppelflöte         | 4′       |
| Schwiegel           | 2′       |
| Hörnlein II         | 1 ⁄3′+1′ |
| Scharff IV          | 2⁄3′     |
| Rohrschalmey        | 8′       |
| Tremulant           |          |

| Pedal C–f1    |      |
| Subbass       | 16′  |
| Prinzipalbass | 8′   |
| Quintade      | 8′   |
| Oktavbass     | 4′   |
| Rauschbass II | 2⁄3′ |
| Fagott        | 16′  |

- Koppeln: II/I, I/P, II/P

### Glocken
Die drei Glocken mit dem Schlagton h, dis und fis zum Preis von 1800 Mark stifteten die Gebr. Großmann in Brombach. Sie wurden im Jahr 1900 von der Glockengießerei Grüninger in Villingen gegossen. Infolge des Ersten Weltkrieges mussten im November 1917 zwei der Glocken für Kriegszwecke abgegeben werden. Erst 1924 konnten sie durch neue Glocken von Grüninger ersetzt werden. Auch während des Zweiten Weltkrieges wurden am 5. Februar 1942 die beiden größeren Glocken abtransportiert. 1949 konnte die Glockengießerei Junker in Brilon einen Auftrag für neue Glocken ausführen, die durch Spenden finanziert und am 19. Februar 1950 geweiht wurden. Der Glockenstuhl wurde von der Gemeinde Brombach der Pfarrei gestiftet.
| Glocke | Name       | Schlagton | Gussjahr | Gewicht | Durchmesser | 0Höhe0 | Inschrift                                                     |
| ------ | ---------- | --------- | -------- | ------- | ----------- | ------ | ------------------------------------------------------------- |
| 1      | Maria      | h′        | 1949     | 320 kg  | 85 cm       | 70 cm  | Gegrüsset seist du Maria                                      |
| 2      | Josef      | dis″      | 1949     | 250 kg  | 62 cm       | 54 cm  | Hl. Joseph bitte für uns                                      |
| 3      | Bonifazius | fis″      | 1924     | 120 kg  | 54 cm       | 45 cm  | Bonifazius Glöcklein hell und rein läut uns in den Himmel ein |